# 平岡凛
平岡 凛（ひらおか りん、3月1日 - ）は、日本の女性声優。徳島県出身。以前は東京俳優生活協同組合に所属していた。

## 出演
太字はメインキャラクター。

### 吹き替え
- マクガイバー（ナシャ役）
- 高い城の男
- ヴァイキング

### ラジオ
- JFN PARK ラジドラBOX
- ごはんの問題（つるこ役）
- ノアと駅長（観光者役）

### ナレーション
- 清水公園

### TV
- NHKとく6徳島
- ちば旅コンシェルジュ（#003、#009）[2][3]

### MC
- 国民文化祭オープニングセレモニー
- マチ☆アソビdアニメストア
- BIZAN MUSIC FESTIVAL
- 小松島競輪場こどもフェス
- 建築再生展R&R展長谷工ブース
- JTひろえば街が好きになる運動
- 小松島競輪場イベント

### CM
- ボートレース丸亀
- アイジュエリーウマキ
- 美作大学
- 祥雲閣
- 樫野倶楽部
- 買取.com

### ショー
- ムラサキスポーツ
- マチ☆アソビ徳島新聞社
- 徳島デザイナーズコレクションvol.8
- 徳島美容協会振袖ファッションショー
- 帯結び発表会
- 阿波藍ファッションショー
- 高知県美容講師会新年会
- 脇町浴衣ファッションショー

### その他
- 大塚製薬阿波踊り
- 四国版ゼクシィ
- ボートレース丸亀
- 全日本美容技術選手権大会
- 第46回岡山県代表（入賞）
- 第49回徳島県代表
- あすたむらんどフォトコンテスト（モデル）